# Liste der Monuments historiques in Avermes
Die Liste der Monuments historiques in Avermes führt die Monuments historiques in der französischen Gemeinde Avermes auf.

## Liste der Bauwerke
| Bezeichnung                                    | Beschreibung                        | Standort | Kennzeichnung | Schutzstatus | Datum | Bild           |
| ---------------------------------------------- | ----------------------------------- | -------- | ------------- | ------------ | ----- | -------------- |
| Château de Segange (Fotos in der Base Mérimée) | Schloss aus dem 15./16. Jahrhundert | (Lage)   | PA00092980    | Inscrit      | 1938  |                |
| Kirche St-Michel                               | Erbaut ab 1871                      | (Lage)   | PA03000018    | Inscrit      | 2003  | weitere Bilder |